# Río San Juan (Nueva Esparta)
El San Juan es un río ubicado en las laderas del cerro el Copey, en la Isla de Margarita, Venezuela. Su naciente se ubica en el mismo cerro, que al unirse con otras vertientes hermanas conforman el río a medida que baja por el cerro.
Su cauce es irregular, generalmente se encuentra seco y solo surtiendo de agua en las épocas de lluvia. Su resequedad es originada a raíz de la construcción del embalse de San Juan.
```
que es el que recoge todas las aguas caídas del mismo río. Otra vertiente secundaria del mismo río es utilizada para la fabricación de hielo y recolección de agua para el consumo humano.
```

## Problema de contaminación
Desde hace 50 años el río ha sufrido los embates del hombre y en su explotación se ha convertido prácticamente en un río sumidero de aguas negras de las poblaciones de San Juan, El Espinal y hasta llegar a Cotoperiz. Únicamente en la parte superior cerca de la naciente del río se percibe aún un nivel de contaminación bajo, únicamente afectado por el uso incontrolado que se le da para lavar autos de los mismos lugareños. Recientemente en el año de 1994 una de las fluentes del río en Fuentidueño (Chorrito de Fuentidueño), fue tapiado para ser usado de forma privada, queriendo de este modo impedir la contaminación pero perjudicando el curso natural del río